# 及川 (小惑星)
及川（おいかわ、2667 Oikawa）は小惑星帯に位置する小惑星。1967年10月30日、チェコの天文学者ルボシュ・コホーテクがハンブルクのベルゲドルフ天文台で発見した。1996年6月、古在由秀の提案により、岩手県出身の天文学者及川奥郎に因んで命名された。